# Período Muromachi
La era Muromachi (室町時代 Muromachi-jidai?,  conocido también como período Muromachi, era Ashikaga o período Ashikaga) es un período de la historia japonesa que comienza en 1336, con el fracaso de la Restauración Kenmu y la toma del poder de parte del samurái Ashikaga Takauji, quien estableció el segundo shogunato en la historia japonesa en 1338: el shogunato Ashikaga, cuyo nombre le fue dado a esta época; y que finaliza en 1573, cuando el decimoquinto y último shōgun, Ashikaga Yoshiaki, fue derrocado por el daimyō Oda Nobunaga, quien buscaba la unificación del país.
A inicios de esta era se desarrolla el proceso de fragmentación del poder en Japón, en donde el shogunato compartía influencia política con los feudos, llamados han, y cuyo poder estaba en manos del daimyō. No obstante, en la segunda mitad de este período se rompió el balance de poder, los shōgun perdieron su influencia y los daimyō se fortalecieron; poco después los daimyō iniciaron una disputa entre clanes, con el fin de aspirar a todo el poder político del país. Es así que en esta era se resaltan dos períodos específicos como resultado de esta fragmentación política: la era Nanbokuchō (南北朝時代 Nanbokuchō-jidai?, era de las Cortes del Norte y del Sur 1336 – 1392), en donde el poder imperial, que había sido relegado a un papel ceremonial, estaba sufriendo una dualidad de poderes con dos emperadores gobernando de manera simultánea: la Corte del Norte, respaldada por el shogunato Ashikaga y la Corte del Sur, que ostentaba su legitimidad al poseer los Tres Tesoros Sagrados, objetos legendarios que certificaban el reinado del emperador; y un segundo período conocido como la era Sengoku (戦国時代 Sengoku-jidai?, era de los estados en guerra 1467 – 1568), en donde los estados feudales se disputan una serie de batallas con el fin de ampliar su poder de influencia en Japón, desencadenando una larga guerra civil.
También durante la era Muromachi se inicia un despegue económico basado en la agricultura y el comercio, favorecido por el sistema feudal; en cuanto al comercio exterior, se reforzó el intercambio con la China de la dinastía Ming durante la primera mitad del período. Luego, en su segunda mitad, con la llegada de los europeos o Nanban (南蛮 "Bárbaros del Sur"?) a Japón, se expandió el intercambio con los portugueses, holandeses, ingleses y españoles. Dicho fenómeno se mantendría constante a finales de la era Muromachi, creciendo durante la era Azuchi-Momoyama y decayendo a comienzos de la era Edo. En el aspecto cultural, la sociedad evoluciona en base al budismo zen, respaldado por el shogunato, y desarrolla diversas expresiones culturales que se han mantenido hasta la actualidad, tales como la ceremonia japonesa del té, el ikebana y el nō, entre otros que se popularizaron durante este período.

## Antecedentes

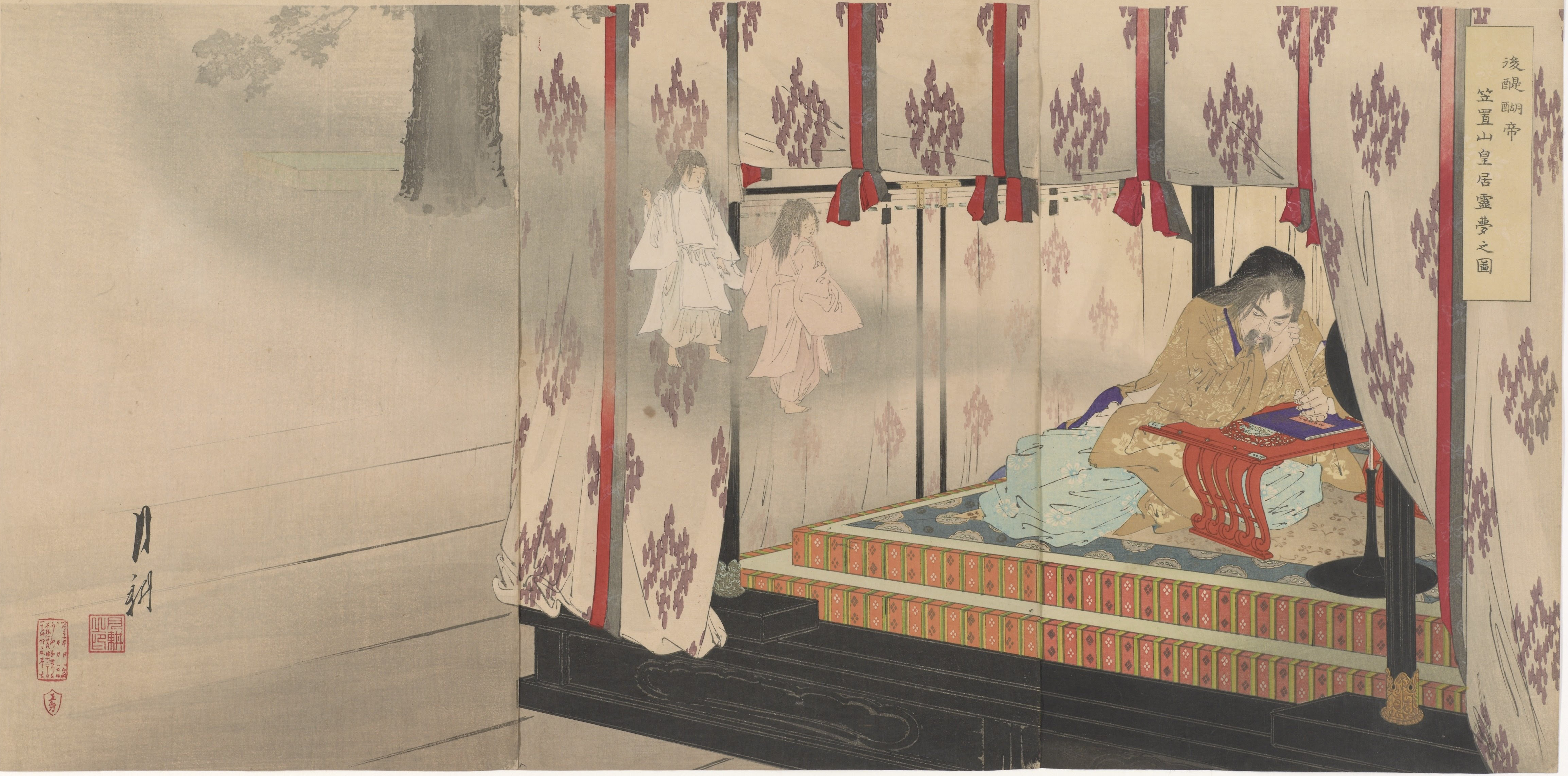
El Emperador Go-Daigo sueña con fantasmas en el palacio de Kasagiyama (grabado de Gekko Ogata). Las acciones del emperador fueron la principal causa del inicio de la era Muromachi o Ashikaga.

El inicio de la era Ashikaga tiene sus orígenes en el debilitamiento progresivo del gobierno militar del shogunato Kamakura, instaurado en 1192 y cuyo poder había sido usurpado del antiguo clan Minamoto al clan Hōjō durante comienzos del siglo XIII. De igual modo el poder del Emperador de Japón se había convertido en una figura ceremonial y religiosa tras la instauración de este shogunato y tras la abdicación del Emperador Go-Saga en 1246 se había iniciado una bifurcación en la línea de sucesión: Daikakuji (大覚寺統 Daikakuji-tō?) y Jimyōin (持明院統 Jimyōin-tō?), fundados por sus hijos, el Emperador Kameyama y el Emperador Go-Fukakusa; ambos iniciaron una disputa por el control del trono y sería heredado por sus descendientes. En 1259, se debió proceder con la intercalación de miembros de ambas ramas que compartirían el poder cierto tiempo.
La situación se había agudizado a comienzos del siglo XIV, donde tanto el poder del shogunato Kamakura y del emperador se habían reducido drásticamente. Con el ascenso del Emperador Go-Daigo, de la rama Daikakuji en 1318 decidió acabar con la intercalación del poder imperial, planear el derrocamiento del shogunato Kamakura y proclamar la "restauración imperial" que devolvería el poder político a la Corte Imperial, que fue arrebatado por el shogunato. El emperador había intentado en 1324 durante el Incidente Shōchū, pero había fracasado. En 1331, nuevamente el emperador planeó un complot y logró reunir un pequeño ejército e inició la Guerra Genkō contra el clan Hōjō; no obstante el plan del emperador fue revelado con anterioridad ante el shogunato con la traición de un cercano aliado del emperador. El Emperador Go-Daigo huyó de Kioto con los Tesoros Imperiales y se refugió en el palacio de Kasagiyama, pero el castillo cayó, fue apresado y exiliado a la provincia de Oki; el shogunato Kamakura dispuso en el mismo año  en el trono al Emperador Kōgon, primo lejano del Emperador Go-Daigo y perteneciente a la rama Jimyōin. El Príncipe Morinaga, hijo del Emperador Go-Daigo continuó con la guerra con la ayuda de Kusunoki Masashige.

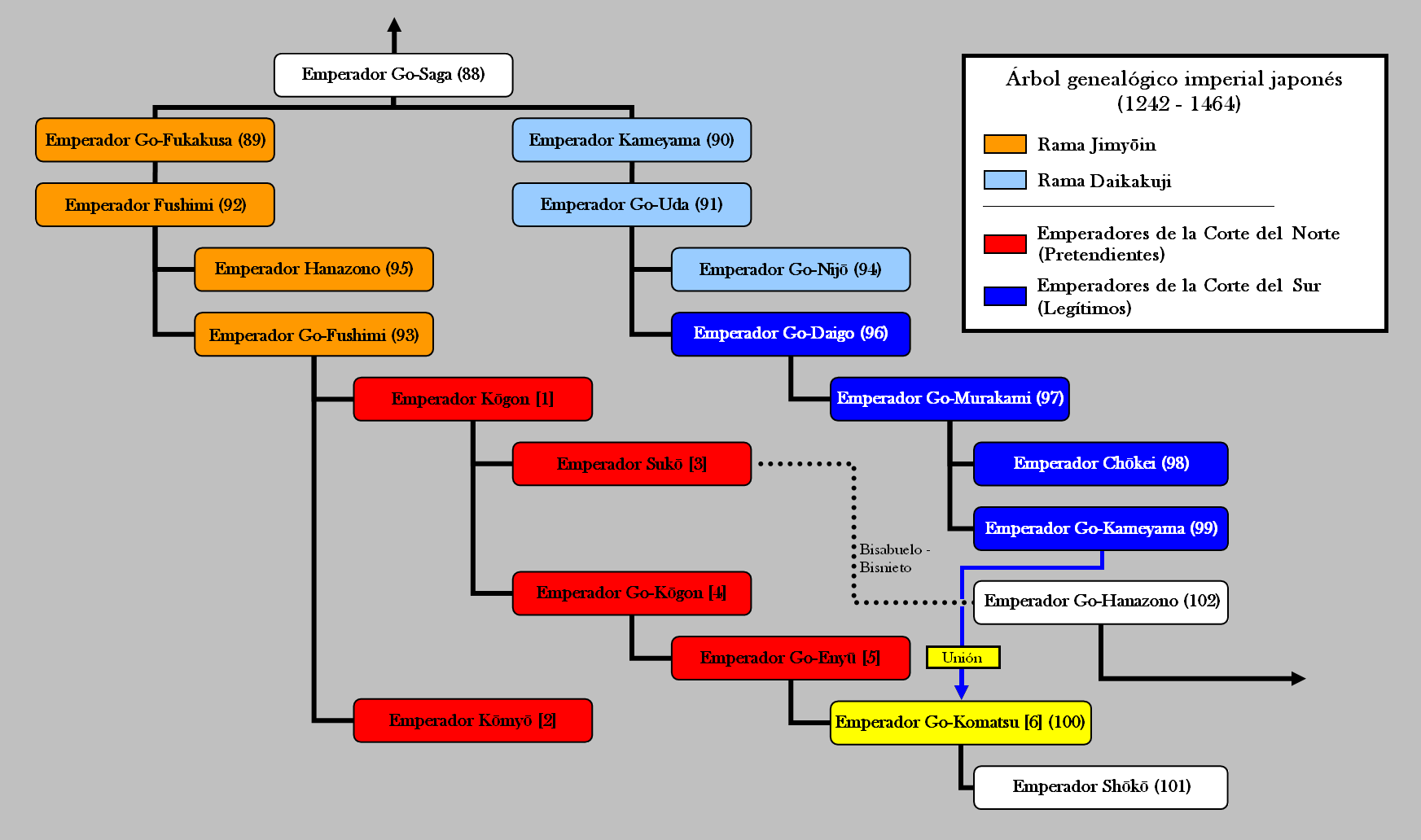
Árbol genealógico de los Emperadores de Japón. Durante la segunda mitad del, la Familia Imperial se dividió en dos ramas que se disputaron el poder: Daikakuji y Jimyōin. Durante el final de la era Kamakura, esta división se acentuó y originó en el surgimiento de la Corte del Norte y la Corte del Sur a inicios de la era Muromachi.

No obstante, en 1333 el Emperador Go-Daigo escapó de Oki con la ayuda de Nawa Nagatoshi y levantó un nuevo ejército en la provincia de Hōki. El apoyo al Emperador Go-Daigo había aumentado con el respaldo de Ashikaga Takauji, general jefe del clan Hōjō, quien había traicionado al shogunato y junto con Nitta Yoshisada, habían armado otro ejército y lograron sitiar la capital del shogunato en Kamakura, al este de Japón. Con esta movida, el shogunato Kamakura cayó abruptamente y el clan Hōjō fue disuelto y perseguido; el Emperador Go-Daigo pudo regresar a Kioto y logró deponer al Emperador Kōgon. Así, el Emperador Go-Daigo proclamó la Restauración Kenmu, en la que logró recuperar el control político del país.
Dicha restauración tenía como objetivo el renacimiento de las antiguas costumbres practicadas en la era Heian, no obstante el Emperador Go-Daigo, con la ayuda de su consejero, el escritor Kitabatake Chikafusa, quiso imitar el estilo de gobierno imperial chino, que era considerado dictatorial y autoritario. El emperador desmanteló la rotación de las ramas, nombrando como heredero al hijo de su hermano mayor, el Emperador Go-Nijō, asegurando la línea imperial exclusivamente para la rama Daikakuji, causando el disgusto en los miembros y aliados de la rama Jimyōin. La promulgación de numerosas reformas y la exclusión de la clase samurái de la política, en un intento de no retomar el poder, provocó el disgusto popular; Takauji pidió al emperador que tomara en consideración las consecuencias de dichos cambios, pero fue ignorado. En 1335, se produjo en Kamakura la rebelión Nakasendai, a manos de Hōjō Tokiyuki, en un intento de reinstaurar el shogunato a manos del clan Hōjō. Ashikaga Takauji fue enviado a Kamakura y acabó con la rebelión, pero aprovechó la oportunidad para reclamar el título de shōgun, manteniendo su lealtad a la corte imperial. El emperador consideró el acto como una traición y ordenó a Nitta Yoshisada a que detuviera a Takauji, sin éxito. Kusunoki Masashige y Kitabake Akiie, quienes eran leales al emperador lograron posteriormente detener al ejército de Ashikaga, pero en 1336 este se movilizó a la isla de Kyushu, al sur del país y logró reestructurar su ejército con la ayuda de clanes nativos de la isla. Kusunoki trató de convencer al emperador de que se reconciliara con Takauji, pero fue en vano. Tras vencer en la Batalla de Tatarahama, Takauji avanzó hacia el norte, en dirección a Kioto y alcanzó la victoria en la Batalla de Minatogawa, en donde Kusunoki cometió el seppuku y las fuerzas imperiales fueron reprimidas con severidad. A partir de ese momento la Restauración Kenmu tuvo su fin y se iniciaría un nuevo período con el poder concentrado en manos del clan Ashikaga.

## La Corte del Norte y la Corte del Sur

El poder imperial en la era Nanbokuchō estaba dividido en dos cortes que reclamaban su legitimidad: la Corte del Norte (con capital en Kioto) y la Corte del Sur (con capital en Yoshino).

Cuando Ashikaga Takauji llegó a Kioto, el Emperador Go-Daigo Tennō intentó infructuosamente armar una resistencia y no quedó otra opción que entregar los Tesoros Sagrados a los aliados de Ashikaga, como un intento de reconciliación. El 20 de septiembre de 1336, Takauji decidió respaldar a la rama Jimyōin de la Familia Imperial y entroniza al Emperador Kōmyō, hermano del Emperador Kōgon. El Emperador Go-Daigo debió huir al templo de Enryaku-ji en el Monte Hiei y luego la localidad montañosa de Yoshino (en la actual prefectura de Nara); el emperador declaró que poseía los Tesoros Sagrados originales y que los que entregó a Takauji eran falsos, por lo que la entronización del Emperador Kōmyō era inválida. No obstante, Takauji desconoció dicha aseveración y persistió con el reconocimiento del Emperador Kōmyō como emperador legítimo.
Todos los miembros de la rama Jimyōin y sus aliados conformaron la Corte del Norte (北朝 Hokuchō?) y los miembros y aliados de la rama Daikakuji conformaron la Corte del Sur (南朝 Nanchō?); de estas dos denominaciones se conjuga la palabra Nanbokuchō (南北朝?) para designar al período donde coexistieron ambas dinastías. La designación de "Norte" y "Sur" en las dinastías se refieren a las posiciones de las capitales de ambas cortes (Kioto se encontraba al norte, con respecto a Yoshino, que estaba en el sur). 

### División de la Corte Imperial

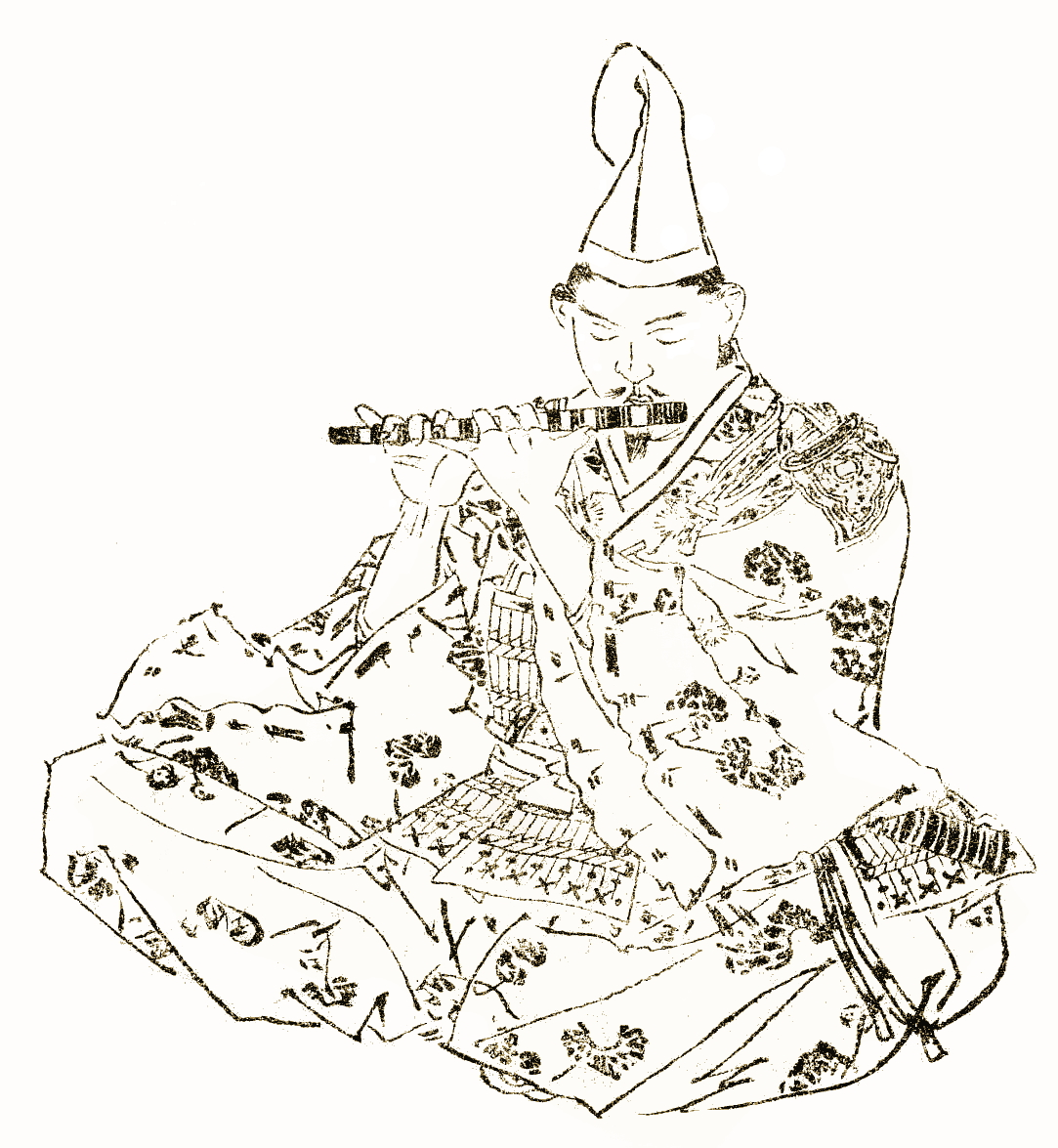
Nitta Yoshisada, dibujo de Kikuchi Yōsai. Yoshisada luchó apoyando a la Corte del Sur, murió en 1338.

La polarización de ambas cortes emergió en una nueva guerra, en donde el Emperador Go-Daigo decidió enviar al Príncipe Kaneyoshi al sur en Kyushu, al Príncipe Muneyoshi a la región de Kanto, al Príncipe Noriyoshi a la provincia de Mutsu y al Príncipe Tsuneyoshi y Nitta Yoshisada al norte en la región de Hokuriku, en un intento de asegurar territorios a la Corte del Sur; no obstante, las fuerzas de la Corte del Sur eran inferiores numéricamente comparadas con la Corte del Norte y sufrió un rápido desgaste. En el sitio de Kanegasaki de 1337, en la norteña provincia de Echizen, la fortaleza principal de Nitta Yoshisada fue asediada por tres meses por las fuerzas de Takauji, comandadas por Kō no Moroyasu. Tras el asalto final, el 7 de abril de 1337, tanto el Príncipe Takanaga como Nitta Yoshiaki, hijo de Yoshitada, cometieron el seppuku y el Príncipe Tsunenaga fue asesinado. También en el mismo año, el Príncipe Noriyoshi debió retirarse de Mutsu y regresar a Yoshino, tras la toma de la provincia por la Corte del Norte. 
Hacia  1338, Takauji decidió tomar de manera formal el título de shōgun con el objetivo de refundar el gobierno militar dirigido por los samurái, y que había sido extinguido en 1333, pero esta vez con la dirección del clan Ashikaga; en este momento se fundaría el shogunato Ashikaga. La capital del shogunato sería trasladado de Kamakura a Kioto.
La consolidación del shogunato por Takauji ocasionó que la influencia de la Corte del Sur en Japón se vería menguada de manera significativa. Nitta Yoshisada murió de un flechazo en el primer sitio de Kuromaru en 1338, y el Emperador Go-Daigo debió abdicar en 1339 a favor de su hijo, el Emperador Go-Murakami, de solo once años; en el mismo año murió el Emperador Go-Daigo. También en 1339, Kitabake Chikafusa sufrió un asedio en su castillo en la provincia de Hitachi que duró cuatro años y que al final las fuerzas del shogunato lograron vencer, Chikafusa pudo escapar en dirección a Yoshino, convirtiéndose en el consejero principal del Emperador Go-Murakami.
Durante la primera mitad de la década de 1340, el poder militar de la Corte del Sur no tenía recursos y solo se circunscribía en la defensa del palacio en Yoshino y sus alrededores; no obstante, el clan Kusunoki, que mantenía lealtad al Emperador del Sur, logró expandir el territorio hacia las provincias de provincia de Kii, Settsu e Izumi, luego de una revuelta contra el shogunato en 1347. 

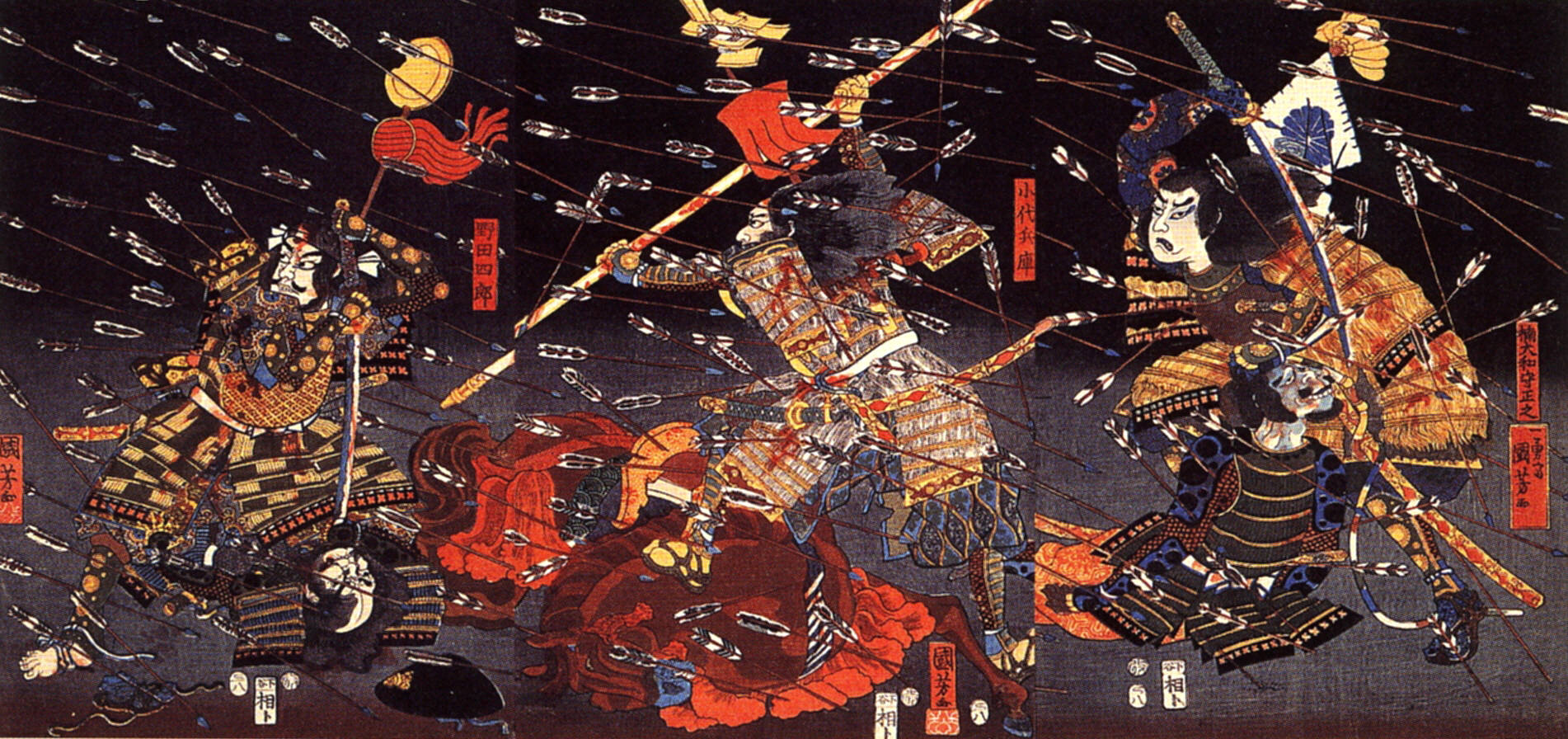
La muerte de Kusunoki Matsatsura en la batalla de Shijō Nawate en 1348, pintura de Utagawa Kuniyoshi.

Temiendo que la ofensiva de la Corte del Sur aumentase, las fuerzas del shogunato y de la Corte del Norte decidieron atacar directamente Yoshino en 1348 durante la Batalla de Shijō Nawate. Tanto Kō no Moroyasu y su hermano Kō no Moronao, comandaron las fuerzas del norte; mientras que Kusunoki Masatsura, hijo de Masashige, y Kitabake Chikafusa, comandarían las fuerzas del sur. Las fuerzas de la Corte del Norte lograron penetrar al palacio de Yoshino, pero tanto el emperador como los miembros principales de la corte habían logrado huir hacia la localidad de A’no, (en la actual villa de Nishiyoshino, prefectura de Nara) en la provincia de Yamato; mientras que Masatsura falleció al recibir una gran cantidad de flechas y decidió cometer el seppuku. A partir de este momento la influencia tanto de la Corte del Norte como del shogunato habían vuelto a crecer, forzando a la Corte del Sur únicamente gobernar en su palacio; el 13 de noviembre de 1348 el Emperador Kōmyō decide abdicar a favor de su sobrino de catorce años, el Emperador Sukō, hijo del Emperador Kōgon.
Sin embargo, hacia 1351, Ashikaga Tadayoshi, hermano de Takauji, había tenido una discrepancia severa contra su hermano, sobre todo con las aspiraciones de poder de Takauji. Con esta diferencia se enfrentó a los hermanos Kō, pero fue expulsado del shogunato, se convirtió en un monje y posteriormente huyó a Yoshino volviéndose aliado de la Corte del Sur. Tadayoshi había reorganizado el ejército del sur y dispuso atacar directamente Kioto; al llegar a la capital del norte, las fuerzas de Tadayoshi tomaron rápidamente la ciudad, asesinaron a los hermanos Kō y se da inicio a la Revuelta Kan'ō. Takauji decidió pedir la tregua y la reconciliación con su hermano, a cambio de que el shōgun aceptara su fidelidad a la Corte del Sur; el 26 de noviembre de 1351 el Emperador Sukō fue obligado a abdicar. Esta reunificación se conocería como la Reunificación Shōhei.

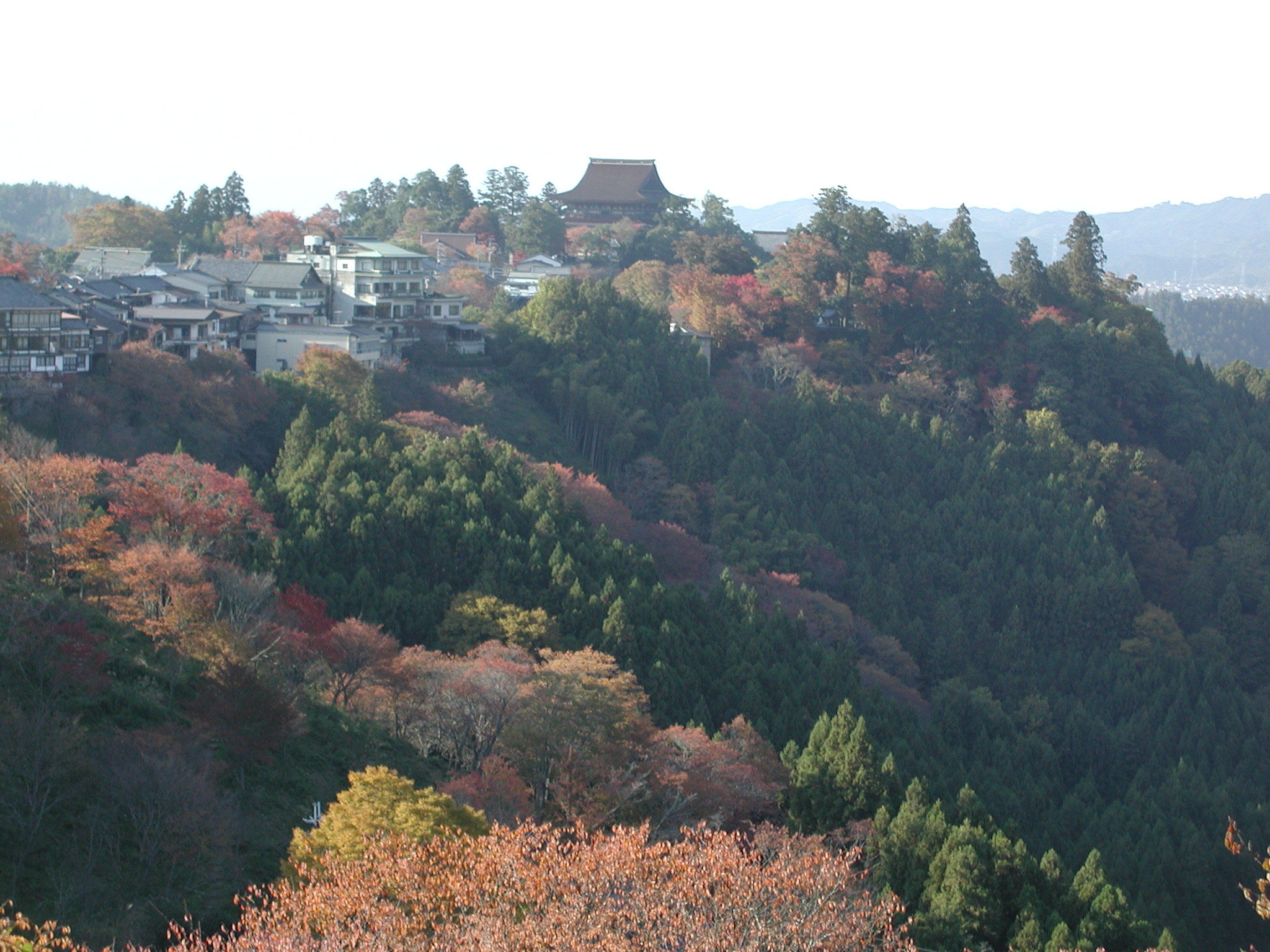
Las montañas de Yoshino sirvieron como capital de la Corte del Sur durante la era Nanbokuchō.

El intento de reunificar ambas cortes, sin embargo, se vio frustrado en 1352, con la muerte de Tadayoshi. La Corte del Sur, a manos de Kusunoki Masanori, aprovechó la ocasión para tomar militarmente Kioto en la Batalla de Shichijō Ōmiya, venciendo a Ashikaga Yoshiakira, hijo de Takauji y heredero del shogunato; en esta toma se realiza el secuestro de los retirados emperadores de la Corte del Norte: el Emperador Kōgon, el Emperador Kōmyō y el Emperador Sukō, adicionalmente del Príncipe heredero, el Príncipe Imperial Naohito. Nitta Yoshimune, de la Corte del Sur, también lanzó una ofensiva y ocupó la ciudad de Kamakura. Sin embargo, el shogunato decidió lanzar una contraofensiva y logra recuperar Kioto y Kamakura, pero los emperadores secuestrados fueron movilizados a Otokoyama en la provincia de Yamashiro. Adicionalmente, Ashikaga Tadafuyu, sobrino de Takauji e hijo de Tadayoshi, y Yamana Tokiuji decidieron aliarse con la Corte del Sur.
Se intentó rescatar a los emperadores de la Corte del Norte, en un ataque de Yoshiakira, pudieron escapar brevemente a la provincia de Kawachi, pero fueron capturados y enviados a la capital de la Corte del Sur, en Yoshino. Con la situación de que no había emperador en Kioto, el shogunato, con el apoyo de Yoshiakira, designó el 25 de septiembre de 1352 al Príncipe Imperial Iyahito, de 16 años como nuevo emperador de la Corte del Norte, con el nombre de Emperador Go-Kōgon.

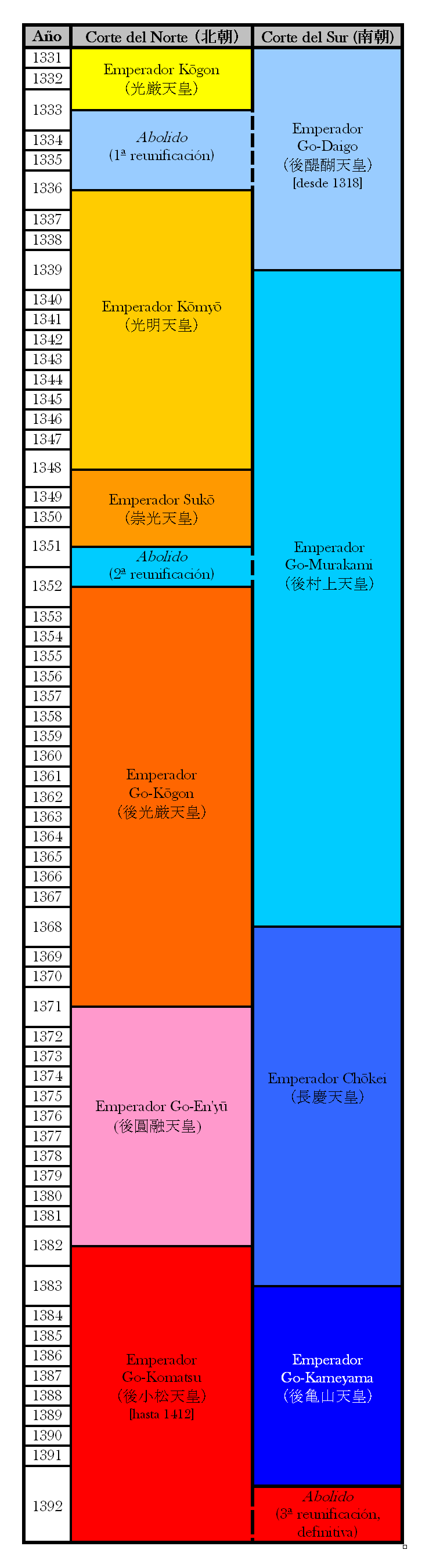
Tabla de los Emperadores de la Corte del Norte y la Corte del Sur durante la era Nanobukuchō.

A pesar de que la Corte del Norte ya poseía un emperador, la Revuelta Kan'ō persistió. Kioto fue tomada por las fuerzas de la Corte del Sur en 1353, 1354 y 1355, aunque rápidamente el shogunato retomaba continuamente la ciudad. Con el vaivén de la revuelta, el Emperador Go-Kōgon fue obligado por el shogunato a mudarse de Kioto hacia la provincia de Ōmi y otros lugares, con el fin de evitar un secuestro. Aun así, hasta 1358 se mantuvo la amenaza de la Corte del Sur de tomar Kioto, cuando finaliza la revuelta y se restablece lentamente el orden. Con respecto a los emperadores secuestrados, el Emperador Kōmyō pudo regresar a Kioto en 1355 y se convirtió en un monje budista hasta su muerte; el Emperador Sukō regresó en 1357 e intentó convencer al shogunato de nombrar a su hijo como heredero imperial, reclamando su destronamiento en el intento de reunificación de 1351, pero el shogunato decidió nombrar príncipe heredero al hijo del Emperador Go-Kōgon; el Emperador Kōgon fue el único que permaneció bajo arresto domiciliario en Yoshino hasta su muerte en 1364.
Con la muerte de Ashikaga Takauji, el 7 de junio de 1358, el título de shōgun recayó en manos de su hijo, Yoshiakira; en ese momento el shogunato entra una serie de disputas internas. Con la llegada de la década de 1360, tanto la Corte del Norte como el shogunato estaban inmersos en una disputa política y habían desistido de atacar a las fuerzas de la Corte del Sur. En este incidente el oficial del shogunato Hosokawa Kiyouji, se había pasado al bando de la Corte del Sur y junto a Kusunoki Masanori, un antiguo aliado del shogunato, habían retomado Kioto a finales de 1361, aunque solo la ocupación duró 18 días ya que Yoshiakira realizó un contraataque y recuperó la ciudad. La Corte del Sur consideró que tomar directamente Kioto era muy riesgoso, por lo que decidió concentrar el poder en diversas regiones del país; en 1365, el Príncipe Kaneyoshi, hermano del Emperador Go-Murakami, había logrado conquistar la isla de Kyushu. No obstante durante la segunda mitad de la década, los conflictos habían disminuido de intensidad en ambos bandos y entre ambas cortes se estaba pensando en negociar la reunificación.

### Declive de la Corte del Sur
El 29 de marzo de 1368, el Emperador Go-Murakami falleció repentinamente a la edad de 40 años; fue sucedido por su hijo el Emperador Chōkei, de 25 años, quien fue entronizado en el templo Sumiyoshi Taisha (al sur de la ciudad de Osaka), capital temporal de la Corte del Sur por diez años, su reinado fue considerado dudoso hasta 1926 cuando se decidió oficialmente agregar en la lista de emperadores. El Emperador Chōkei revivió la idea de confrontar a la Corte del Norte, a pesar de los pocos recursos de su ejército. En cambio, con la muerte repentina de Yoshiakira en 1367 y el nombramiento de su hijo, Ashikaga Yoshimitsu, de diez años como shōgun en 1368, con la regencia de Hosokawa Yoriyuki generó en una renovación de las fuerzas del shogunato. En 1369, Kusunoki Masanori abandona el comando de la Corte del Sur, tras desacuerdos con el emperador y se une al shogunato.
Hacia 1370, el shogunato Ashikaga decidió enviar al comandante y poeta Imagawa Sadayo hacia Kyushu, que llevaba alrededor de cinco años como principal feudo de la Corte del Sur. Las estrategias de Sadayo lograron dominar la mitad septentrional de la isla en 1372, y había reducido significativamente la resistencia del Príncipe Kanenaga hacia 1374, obteniendo el apoyo de los principales clanes locales como el clan Shimazu, Otomo y Shioni. Sin embargo, Sadayo creyó que el líder del clan Shioni lo traicionaría y lo asesinó, causando la ruptura de la alianza con el clan Shimazu. Con esta distensión, el Príncipe Kanenaga logró reorganizarse y forzó a Sadayo hacia el norte de la isla. Este intentó pedir ayuda al shogunato, pero nunca recibió respuesta y el conflicto se extendería hasta la muerte del Príncipe Kanenaga en 1383 y la muerte del líder del clan Shimazu en 1385; a partir de estos hechos el shogunato pudo asegurar la totalidad de la isla.
El 9 de abril de 1371 el Emperador Go-Kōgon de la Corte del Norte decide abdicar y nombrar a su hijo de 12 años, con el nombre de Emperador Go-En'yū. Este entrenamiento causó disputas entre el shogunato y el Retirado Emperador Sukō, quien reclamaba que su hijo debería ser entronizado; ya que el Emperador Sukō había abdicado de manera forzosa en 1351 y que el Emperador Go-Kōgon había asumido el cargo en medio de la Revuelta Kan'ō de 1352, cuando no había nadie quien asumiera el trono. El shogunato decidió obviar la reclamación y reconocer al Emperador Go-En'yū. Dada la corta edad del nuevo emperador, el Emperador Go-Kōgon decidió acogerse al enclaustramiento y actuó de regente hasta su muerte en 1374. Durante gran parte de la década de 1370, la estrategia política de ambas cortes se mantenía en un punto muerto, con esporádicas escaramuzas; esta situación provocó una estabilización política en ambas facciones.
Hacia la década de 1380, ya era casi insostenible la situación militar en la Corte del Sur, pero con el regreso de Kusunoki Masanori en 1380 al comando de este pudo prolongar la defensa de los territorios del sur. El 24 de mayo de 1382, el Emperador Go-En'yū, de la Corte del Norte, decide abdicar a favor de su hijo el Emperador Go-Komatsu, de solo 5 años; tras su abdicación, el Emperador Go-En'yū se acoge al enclaustramiento tratando de obtener el mismo privilegio que su padre, pero en esta ocasión su poder político había sido eclipsado por el dominio del shogunato, a través de Yoshimitsu, quien actuaba como verdadero regente del nuevo emperador. El emperador retirado acusó al shōgun Yoshimitsu de haber cometido adulterio con una de sus consortes, esta reacción causó la remoción del título de emperador retirado y fue forzado a recluirse un templo budista, en donde se rebeló e intentó suicidarse, estaría encerrado hasta su muerte en 1393. En el caso de la Corte del Sur, hacia 1383 el Emperador Chōkei abdica a favor de su hermano menor, el Emperador Go-Kameyama; a diferencia del Emperador Chōkei, que mantuvo una actitud belicista contra el shogunato y que había causado disconformidad dentro de la corte, el Emperador Go-Kameyama reinició la negociación con la Corte del Norte, teniendo el visto bueno del shogunato. Durante el reinado del Emperador Go-Kameyama se da el proceso de desmantelamiento y declive final de la Corte del Sur hacia la década de 1390.
Finalmente, el 19 de noviembre de 1392, tras una serie de conversaciones bajo la mediación del shōgun Yoshimitsu; el Emperador de la Corte del Sur, el Emperador Go-Kameyama viaja desde Yoshino hasta Kioto y le entrega los Tesoros Sagrados al Emperador Go-Komatsu de la Corte del Norte; este suceso marca la reunificación de las Cortes Imperiales (conocido en japonés como Meitoku no wayaku (明徳の和約?)) y el fin de la era Nanbokuchō. Esta reunificación se cumpliría con la condición de que el Emperador Go-Kameyama abdicaría a favor del Emperador Go-Komatsu y que se restablecería el sistema de alternancia del poder entre las ramas Daikakuji y Jimyōin previo al inicio de la división entre las cortes.

### La Segunda Corte del Sur
No obstante, el acuerdo de repartición de poder fue violado por el Emperador Go-Komatsu en 1412 cuando abdicó a favor de su hijo, el Emperador Shōkō, de doce años, con el Emperador Go-Komatsu como emperador enclaustrado y el shogunato encargado de los asuntos administrativos. Esta acción causó la ira de los miembros de la rama Daikakuji, quien veía un monopolio del poder de parte del Jimyōin. En 1414, los antiguos miembros de la Corte del Sur, en especial el hijo del Emperador Go-Kameyama, nuevamente huyen a Yoshino y se rebelan en contra del shogunato, con el liderazgo de Kitabake Mitsumasa; el shogunato inmediatamente reprime la rebelión y finalmente en 1416 todos los cortesanos regresan a Kioto. Nuevamente en 1428, tras la repentina muerte del Emperador Shōkō a los 27 años sin dejar hijos, suponía que el hijo del Emperador Go-Kameyama debió ser su sucesor, pero la Corte Imperial, con la influencia el retirado Emperador Go-Komatsu, dispuso que un primo en cuarto grado del Emperador Shōkō, el Príncipe Imperial Hikohito de la rama Fushimi no miya (perteneciente al Jimyōin) y bisnieto del Emperador Sukō fuese el nuevo emperador, con el nombre de Emperador Go-Hanazono, a la edad de 10 años; nuevamente el retirado Emperador Go-Komatsu mantendría el título de emperador enclaustrado hasta su muerte en 1433. Esta sucesión (solo la cesión del poder entre el Emperador Go-Kameyama al Emperador Go-Komatsu en 1392, siendo primos en quinto grado de consanguinidad, fue la única sucesión entre miembros con mayor distancia en consanguinidad entre todas las sucesiones de los emperadores de Japón) nuevamente reinició el disgusto de los miembros de la Corte del Sur, quien ya veía que la Corte del Norte violaría sucesivamente el acuerdo de alternancia de poder entre las dos ramas, con la ayuda de Kitabake Mitsumasa y miembros de la antigua Corte del Sur reiniciaron la rebelión en la provincia de Ise, pero fue sofocado y Mitsumasa fue asesinado. En los años siguientes, los descendientes de la antigua Corte del Sur persistirían de manera intermitente la rebelión contra el shogunato.
En 1443, una rama del clan Hino se alzó en armas y apoyó a los descendientes de la Corte del Sur; con el respaldo de Hino Arimitsu, pretendió asesinar al Emperador Go-Hanazono, pero este huyó del palacio; sin embargo, fueron sustraídos dos de los Tesoros Sagrados, la espada y la joya sagrada. Dos nietos del hermano menor del Emperador Go-Kameyama huyeron hacia el Monte Hiei; este suceso se conoce como Incidente Kintsuke. El shogunato reprimió severamente matando al líder de la rebelión y recuperando la espada sagrada en el mismo año; la joya sagrada no sería recuperada hasta 1457.
Desde ese momento, el reconocimiento de la Corte del Sur como gobernantes legítimos fue reprimido hasta la clandestinidad, ya que los próximos emperadores descenderían de la rama Jimyōin; de hecho los Emperadores de la Corte del Norte que reinaron durante la era Nanbokuchō fueron considerados como legítimos y los Emperadores de la Corte del Sur eran considerados meros pretendientes. No fue hasta 1911, que el Emperador Meiji reconsideró la línea de sucesión durante la era Nanbokuchō y sobre la base de que los Emperadores de la Corte del Sur poseían los Tesoros Sagrados durante el conflicto, la Corte del Sur era la rama legítima de emperadores, y los Emperadores de la Corte del Norte son considerados como pretendientes; excepto en el caso del Emperador Go-Komatsu, cuyo reinado es considerado como pretendiente desde 1382 hasta 1392, y legítimo desde 1392, en el momento de la reunificación.

## El Shogunato Ashikaga y la fragmentación del poder

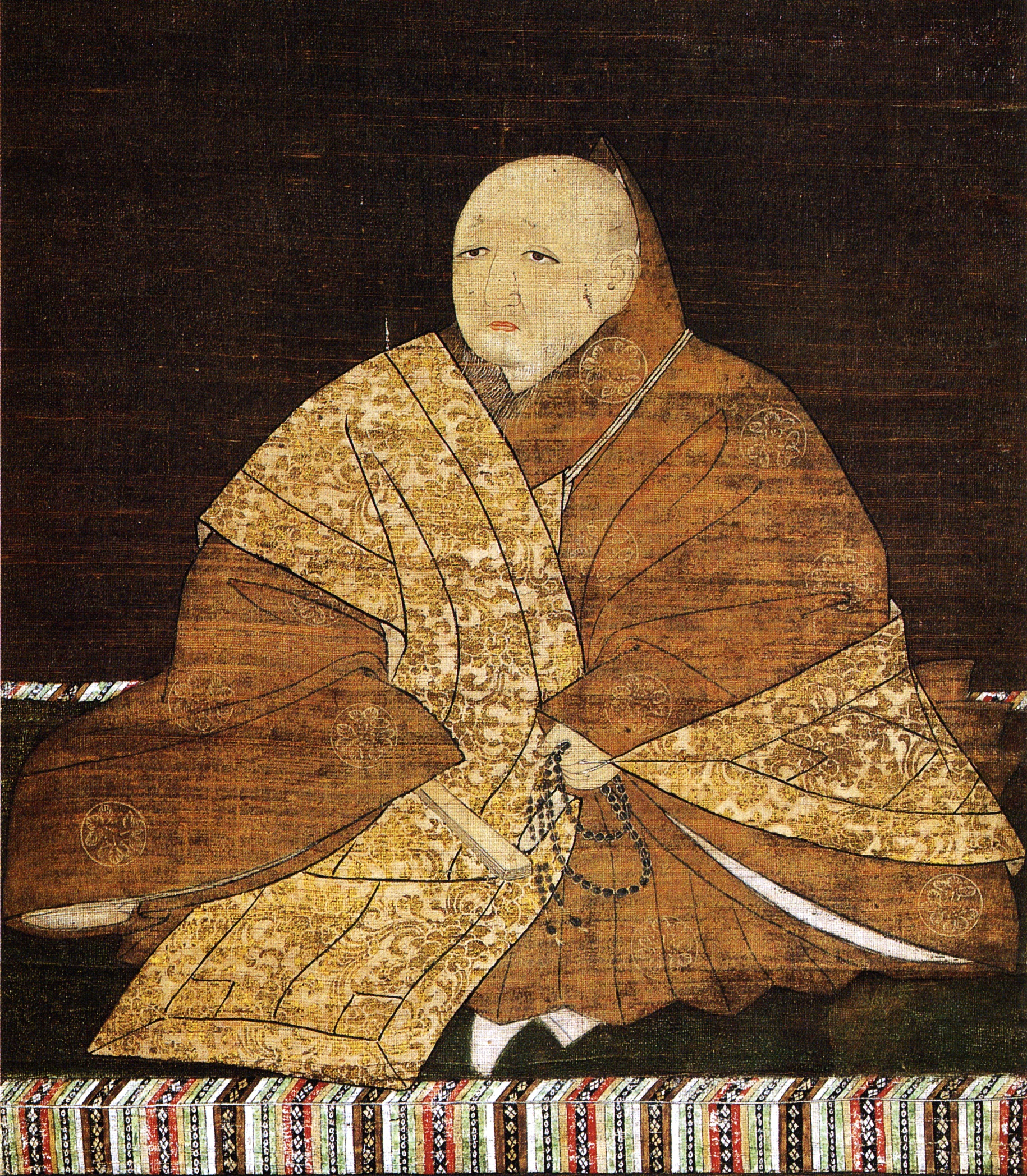
Ashikaga Yoshimitsu, tercer shōgun Ashikaga (1368 - 1394). Durante su gobierno, el shogunato logró la estabilización política en el país.

El nacimiento y crecimiento del shoguanto Ashikaga estuvo en forma paralela con la caída del shogunato Kamakura y la fallida Restauración Kenmu. Cuando Ashikaga Takauji inauguró el shogunato en 1338, aparte de la resistencia de la Corte del Sur, se tuvo que enfrentar a otros grupos con poder político en el país (templos budistas, santuarios Shintō, líderes de clanes, administradores de feudos, etc.). El shogunato Ashikaga, procedió de modo diferente a su antecesor, el shogunato Kamakura había centralizado y apropiado el gobierno dejando el poder del emperador como un gobernante ceremonial, en cambio el shogunato Ashikaga accedió en descentralizar el poder en las provincias, otorgándoles garantías a los shugo, los gobernadores de las provincias y asignados por el shōgun. El shogunato decidió así mismo compartir la autoridad con la Corte Imperial (en especial durante el conflicto de la era Nanbokuchō).
La organización política del shogunato era muy compleja, y variaba cada cierto tiempo. Hacia 1337, el puesto más importante después del shōgun era el Kanrei, que en esencia estaba dividido en dos: el Kyōtō Kanrei (ubicado en la capital) y el Kantō Kanrei (ubicado en Kamakura). El Kyōtō Kanrei (desde 1336 hasta 1361 fue conocido como Shitsuji) fue un puesto en el que se monopolizó la influencia de los clanes Hosokawa, Shiba y Hatakeyama, considerados los clanes más poderosos del país, desde 1362 hasta 1564; empero, el poder del Kyōtō Kanrei fue disminuido tras la regencia de Hosokawa Yoriyuki en 1379, cuando renunció bajo presiones de los shugo. El Kantō Kanrei había sido creado en 1337 y sería controlado por el clan Ashikaga (el primer Kantō Kanrei fue el hijo de Takauji, Yoshiakira) hasta 1439 cuando Uesugi Norizane tomó el cargo tras una rebelión contra Ashikaga Mochiuji, y el clan Uesugi mantuvo el cargo hasta 1552 cuando fue desmantelado.
Dada la complejidad del sistema, los dos primeros shōgun, Takauji y Yoshiakira [FALTA ACABAR]